# Мёрдок, Нил
Нил Мёрдок (англ. Neil Murdoch; 22 ноября 1972, Дамфрис, Шотландия) — шотландский кёрлингист.
Играл на позиции второго.

## Достижения
- Чемпионат мира по кёрлингу среди мужчин: серебро (2005).
- Чемпионат Европы по кёрлингу: золото (2003).
- Континентальный Кубок по кёрлингу (в составе команды Европы): серебро (2004).
- Чемпионат Шотландии по кёрлингу среди мужчин: золото (2003, 2005).
- Чемпионат мира по кёрлингу среди юниоров: золото (1993).
- Чемпионат Шотландии по кёрлингу среди юниоров: золото (1993, 1994).

## Команды
| Сезон   | Четвёртый    | Третий       | Второй          | Первый          | Запасной                                  | Тренер         | Турниры                                           |
| ------- | ------------ | ------------ | --------------- | --------------- | ----------------------------------------- | -------------- | ------------------------------------------------- |
| 1992—93 | Крейг Уилсон | Нил Мёрдок   | Ricky Burnett   | Craig Strawhorn | Stuart Byers (ЧМЮ)                        | Robin Halliday | ЧШЮ 1993 · ЧМЮ 1993                               |
| 1993—94 | Крейг Уилсон | Нил Мёрдок   | Ricky Burnett   | Craig Strawhorn | Юан Байерс (ЧМЮ)                          | Robin Halliday | ЧШЮ 1994 · ЧМЮ 1994 (5 место)                     |
| 2002—03 | Дэвид Мёрдок | Крейг Уилсон | Нил Мёрдок      | Юан Байерс      |                                           |                | ЧШМ 2003                                          |
| 2003—04 | Дэвид Мёрдок | Крейг Уилсон | Нил Мёрдок      | Юан Байерс      | Рональд Брюстер (ЧЕ)                      | Том Пендрей    | ЧЕ 2003                                           |
| 2004—05 | Дэвид Мёрдок | Крейг Уилсон | Нил Мёрдок      | Юан Байерс      | Рональд Брюстер (ЧЕ) Эван Макдональд (ЧМ) | Том Пендрей    | ККК 2004 · ЧЕ 2004 (4 место) · ЧШМ 2005 · ЧМ 2005 |
| 2005—06 | Том Брюстер  | Грэм Коннал  | Эван Макдональд | Нил Мёрдок      | Юан Байерс                                |                |                                                   |

(скипы выделены полужирным шрифтом; см. также )

## Частная жизнь
Из семьи известных шотландских кёрлингистов. Его младший брат — Дэвид Мёрдок, чемпион мира и Европы. Его старшая сестра — Нэнси Мёрдок, кёрлингистка и тренер национальных сборных (в т.ч. женской сборной Великобритании на зимних Олимпийских играх 2010), чемпионка Шотландии, участница чемпионатов мира. Их отец, Мэттью «Мэтт» Мёрдок (англ. Matthew «Matt» Murdoch) — трёхкратный чемпион Шотландии, бывший президент Ассоциации кёрлинга Шотландии («Королевский шотландский клуб кёрлинга», англ. Royal Caledonian Curling Club), скончался в 2014, через 12 дней после того как болел на трибуне за своего сына Дэвида, когда их команда выиграла серебряные медали в финале мужского кёрлинг-турнира на зимних Олимпийских играх 2014.
Нил работает хирургом-ветеринаром.